# 伊戈尔·别拉诺夫
伊戈尔·伊万诺维奇·别拉诺夫（烏克蘭語：Ігор Іванович Беланов；1960年9月25日—），是一名已退役的乌克兰足球运动员，场上司职前腰与影锋。
别拉诺夫在基辅迪纳摩获得了很大的成功，他在那里赢下了5座奖杯，并在1986年被评为欧洲足球先生。后来，他转战德国，在那里度过了6年时光，效力于门兴格拉德巴赫与不伦瑞克两支球队，但并没有获得非常显著的成就。
别拉诺夫曾被《泰晤士报》评为世界杯百大球星之一。他为苏联国家队出战过一届世界杯（1986年）以及一届欧洲杯（1988年）。
2011年，伊戈尔·别拉诺夫与其他两位乌克兰足球传奇人物，亚历山大·扎卡罗夫以及维塔利·斯塔鲁欣在足球胜利奖中一同被评为“乌克兰足球传奇”。

## 俱乐部生涯

### 早期生涯与基辅迪纳摩
别拉诺夫在1960年9月25日出生于苏联乌克兰的敖德萨。他在家乡球队敖德萨SKA开始职业生涯，在1981年加盟另一支家乡球队敖德萨黑海人。1985年，别拉诺夫转会加盟了苏联豪门基辅迪纳摩。在他为基辅迪纳摩出战的第一个赛季中，他打进了10粒进球，并帮助俱乐部取得了联赛与杯赛的双冠王。
与队友奥列格·布洛欣和亚历山大·扎卡罗夫一起，别拉诺夫在1985–86赛季的欧洲优胜者杯领跑了进球榜（各打进5球），帮助基辅迪纳摩第二次捧起欧洲优胜者杯的冠军奖杯。在3-0战胜马德里竞技的决赛中，别拉诺夫打满了90分钟。

### 转战德国
1989年中，29岁的别拉诺夫获得了他期待已久的加盟西欧球队的许可，他最终加盟了德甲的门兴格拉德巴赫。1989年11月4日，门兴格拉德巴赫客场0-4不敌斯图加特，别拉诺夫完成了他在新东家的德甲首秀。在效力门兴的一个半赛季中，别拉诺夫仅仅打进4粒进球，并没有在德甲赛场上获得太大的成就。
1991年1月，别拉诺夫加盟了德乙球队不伦瑞克。2月23日，他完成了首秀，但别拉诺夫在随后3个赛季中仅仅打入13粒进球。在1992至93赛季，他甚至没有获得过一次出场机会，球队也黯然降级。

### 退役
1995年，别拉诺夫回到了家乡球队敖德萨黑海人，在那里效力了一个赛季。一年后，他加盟了马利乌波尔冶金，并在那里以近37岁的高龄退役。在职业生涯的最后两个赛季中，别拉诺夫仅仅出场5次。

## 国家队生涯
别拉诺夫一共为苏联国家队出场了33次，打进了8粒进球。他在国家队拿出的最佳的表现是在1986年墨西哥世界杯上，在那支拥有着13名基辅迪纳摩球员的苏联队中，他为球队打进了4粒进球，并送出了4记助攻，帮助球队进入了16强。在3-4惜败比利时的1/8决赛中，别拉诺夫上演了帽子戏法，但苏联队最终在加时赛中不敌对手。
由于别拉诺夫在世界杯的表演以及基辅迪纳摩在欧洲赛场上取得的成功（赢得欧洲优胜者杯冠军），别拉诺夫获得了1986年欧洲足球先生。1988年欧洲杯，别拉诺夫随队打进了决赛，他们的对手是荷兰队。苏联队一度0-2落后，但他们在随后的比赛中赢得了一粒点球，由别拉诺夫亲自主罚。而别拉诺夫主罚的点球最终被荷兰队守门员扑住，比分在这之后也没有再改变过。在1985至1990年间，别拉诺夫为苏联队出场了33次。

## 比赛风格
别拉诺夫由他的运动能力而所闻名，尤其是他的跑动速度与强大的攻击能力。在苏联足球运动员中，他与奥列格·布洛欣是速度最快的球员之一。但是，在布洛欣在接受他的跑步运动员父母的训练时，别拉诺夫从来没有接受过正规的冲刺训练。而别拉诺夫在没有接受训练的情况下依然可以在3.5秒中跑出30米远，也可以在7秒中跑出60米远，只比当时的世界纪录稍慢0.5秒。

## 退役后的生活
在结束球员生涯后，别拉诺夫转战商业战场。2003年8月，他成为了瑞士球队韦尔的大股东。他的前任，银行家安德烈亚斯·哈芬，在从瑞银银行挪用5100万瑞士法郎（约4000万美元）后，被判处五年有期徒刑。
别拉诺夫在出任韦尔的大股东后的第一步是任命他曾经的基辅迪纳摩队友亚历山大·扎卡罗夫为新的一线队主教练，取代先前的教练马丁·安德马特，但他忽视了扎卡罗夫并没有欧足联A级教练执照，因此扎卡罗夫并不能执教欧洲顶级俱乐部。别拉诺夫最终被迫任命前开姆尼茨教练约阿希姆·穆勒为球队的新任主帅。由于穆勒成为了新任主帅，扎卡罗夫最终成为了球队的足球总监。而穆勒在教练席上并没有度过太久的时间，3个月后，他被别拉诺夫解雇，取而代之的是捷克教练托马什·马捷切克。
马捷切克严格的训练方式使很多韦尔球员叫苦不堪，球队也开始内讧，别拉诺夫被迫更改决定。他最终请回了穆勒，并任命前瑞士国家队的门将史蒂芬·莱曼为助理教练。而这也是别拉诺夫以韦尔大股东的身份做的最后几个决定之一，他很快卸任了俱乐部主席一职，并出售了他所拥有的大部分球队股份。
在乌克兰敖德萨，也就是别拉诺夫的家乡，他开设了一家以他命名的足球学校。
2018年，别拉诺夫加入了乌克兰足协的发展策略部的管理层。
2022年俄罗斯入侵乌克兰期间，他在家乡敖德萨加入乌克兰军队。

## 生涯数据

### 俱乐部
| 俱乐部         | 赛季     | 联赛 | 联赛 | 杯赛 | 杯赛 | 欧战 | 欧战 | 其他 | 其他 | 合计 | 合计 |
| 俱乐部         | 赛季     | 出场 | 进球 | 出场 | 进球 | 出场 | 进球 | 出场 | 进球 | 出场 | 进球 |
| -------------- | -------- | ---- | ---- | ---- | ---- | ---- | ---- | ---- | ---- | ---- | ---- |
| 敖德萨SKA      | 1979     | 32   | 5    | –    | –    | –    | –    | –    | –    | 32   | 5    |
| 敖德萨SKA      | 1980     | 36   | 11   | –    | –    | –    | –    | –    | –    | 36   | 11   |
| 敖德萨黑海人   | 1981     | 27   | 6    | 2    | 0    | –    | –    | –    | –    | 29   | 6    |
| 敖德萨黑海人   | 1982     | 29   | 2    | 4    | 1    | –    | –    | –    | –    | 33   | 3    |
| 敖德萨黑海人   | 1983     | 27   | 7    | 1    | 0    | –    | –    | –    | –    | 28   | 7    |
| 敖德萨黑海人   | 1984     | 33   | 11   | 5    | 3    | –    | –    | –    | –    | 38   | 14   |
| 基辅迪纳摩     | 1985     | 31   | 10   | 4    | 2    | 4    | 1    | –    | –    | 39   | 13   |
| 基辅迪纳摩     | 1986     | 22   | 10   | 1    | 0    | 8    | 4    | 1    | 0    | 32   | 14   |
| 基辅迪纳摩     | 1987     | 23   | 8    | 6    | 3    | 6    | 1    | 2    | 1    | 37   | 13   |
| 基辅迪纳摩     | 1988     | 27   | 9    | 4    | 1    | –    | –    | –    | –    | 31   | 10   |
| 基辅迪纳摩     | 1989     | 18   | 3    | 4    | 1    | –    | –    | –    | –    | 22   | 4    |
| 门兴格拉德巴赫 | 1989–90  | 14   | 4    | 1    | 0    | –    | –    | –    | –    | 15   | 4    |
| 门兴格拉德巴赫 | 1990–91  | 10   | 0    | 2    | 1    | –    | –    | –    | –    | 12   | 1    |
| 不伦瑞克       | 1990–91  | 9    | 3    | –    | –    | –    | –    | –    | –    | 9    | 3    |
| 不伦瑞克       | 1991–92  | 29   | 10   | 1    | 1    | –    | –    | –    | –    | 30   | 11   |
| 不伦瑞克       | 1992–93  | –    | –    | –    | –    | –    | –    | –    | –    | –    | –    |
| 不伦瑞克       | 1993–94  | 26   | 8    | 1    | 0    | –    | –    | 4    | 0    | 31   | 8    |
| 敖德萨黑海人   | 1995–96  | 3    | 1    | –    | –    | –    | –    | –    | –    | 3    | 1    |
| 马利乌波尔冶金 | 1995–96  | 1    | 0    | –    | –    | –    | –    | –    | –    | 1    | 0    |
| 马利乌波尔冶金 | 1996–97  | 4    | 4    | –    | –    | –    | –    | –    | –    | 4    | 4    |
| 生涯合计       | 生涯合计 | 401  | 111  | 36   | 13   | 18   | 6    | 7    | 1    | 462  | 131  |

- 其他 – 苏联超级杯、苏联联赛杯、以及德乙附加赛

### 国家队
| 苏联 | 苏联 | 苏联 |
| 年份 | 出场 | 进球 |
| ---- | ---- | ---- |
| 1985 | 3    | 0    |
| 1986 | 8    | 6    |
| 1987 | 7    | 2    |
| 1988 | 13   | 0    |
| 1989 | 1    | 0    |
| 1990 | 1    | 0    |
| 合计 | 33   | 8    |

### 国家队进球列表
比分栏列出别拉诺夫进球后的比分，结果栏显示苏联的全场比分
| #  | 日期           | 地点                          | 对手   | 比分 | 结果 | 赛事               |
| -- | -------------- | ----------------------------- | ------ | ---- | ---- | ------------------ |
| 1. | 1986年6月2日   | 墨西哥伊拉普阿托 查维斯球场去 | 匈牙利 | 3–0  | 6–0  | 1986年世界杯       |
| 2. | 1986年6月15日  | 墨西哥莱昂 诺坎普球场         | 比利时 | 1–0  | 3–4  | 1986年世界杯       |
| 3. | 1986年6月15日  | 墨西哥莱昂 诺坎普球场         | 比利时 | 2–1  | 3–4  | 1986年世界杯       |
| 4. | 1986年6月15日  | 墨西哥莱昂 诺坎普球场         | 比利时 | 3–4  | 3–4  | 1986年世界杯       |
| 5. | 1986年10月11日 | 法國巴黎 王子公园球场         | 法國   | 1–0  | 2–0  | 1988年欧洲杯预选赛 |
| 6. | 1986年10月29日 | 苏联辛菲罗波尔 火车头球场     | 挪威   | 2–0  | 4–0  | 1988年欧洲杯预选赛 |
| 7. | 1987年4月29日  | 苏联基辅 共和球场             | 东德   | 2–0  | 2–0  | 1988年欧洲杯预选赛 |
| 8. | 1987年10月28日 | 苏联辛菲罗波尔 火车头球场     | 冰島   | 1–0  | 2–0  | 1988年欧洲杯预选赛 |

## 荣誉

### 俱乐部
基辅迪纳摩
- 欧洲优胜者杯冠军：1985–86
- 苏联联赛冠军：1985（英语：1985 Soviet Top League）、1986（英语：1986 Soviet Top League）
- 苏联杯冠军：1985、1987、1990
- 苏联超级杯冠军：1986、1987
- 欧洲超级杯亚军：1986

敖德萨黑海人
- 乌超亚军：1995–96（英语：1995–96 Ukrainian Premier League）

### 国家队
苏联
- 欧洲杯亚军：1988

### 个人
- 金球奖：1986（英语：1986 Soviet Top League）[13]
- 欧洲优胜者杯最佳射手：1985–86[14]
- 《世界足球》杂志年度最佳球员：1986年，亚军
- 世界杯铜靴奖：1986
- 欧洲杯助攻王：1988[15]
- 《泰晤士报》世界杯百大球星
- 苏联年度优秀体育运动员（英语：Unified Sports Classification System of the USSR and Russia）：1986
- 苏联年度33大球星（英语：The best 33 football players of the Soviet Union）（4次）：1985 — 第三名、1986 — 第一名、1987 — 第三名、1988 — 第三名
- 国际足联年度最佳阵容：1991、1998[16]
- 金足奖：2008年，传奇奖[17]